# Тралья, Луиджи
Луиджи Тралья (итал. Luigi Traglia; 3 апреля 1895, Альбано-Лациале, королевство Италия — 22 ноября 1977, Рим, Италия) — итальянский куриальный кардинал. Титулярный архиепископ Кесарии Палестинской с 21 декабря 1936 по 31 марта 1960. Наместник викариатства Рима с 21 декабря 1936 по 28 марта 1960. Про-генеральный викарий Рима с 28 марта 1960 по 30 марта 1965. Генеральный викарий Рима с 30 марта 1965 по 9 января 1968. Канцлер Святой Римской Церкви с 13 января 1968 по 7 февраля 1973. Вице-декан Священной Коллегии Кардиналов с 24 марта 1972 по 7 января 1974. Декан Священной Коллегии Кардиналов с 7 января 1974 по 22 ноября 1977. Кардинал-священник с 28 марта 1960, с титулом церкви Сант-Андреа-делла-Валле с 31 марта 1960 по 28 апреля 1969. Кардинал-священник с титулом церкви Сан-Лоренцо-ин-Дамазо с 28 апреля 1969 по 15 марта 1972. Кардинал-епископ Альбано с 15 марта 1972. Кардинал-епископ Остии с 7 января 1974.

## Ранняя жизнь
Луиджи Тралья родился в Альбано Лациале, 3 апреля 1895 году. Учился в Папском Латеранском университете и Папском Григорианском университете в Риме. Он был рукоположён в священники 10 августа 1917 года, кардиналом Базилио Помпили. И затем закончил своё обучение в 1919 году. Преподавал в Папском Урбанианском университете с 1919 года по 1936 год. С 1927 года по 1930 год Тралья также был официалом Священной Конгрегации Семинарий и Университетов и Священной Конгрегации Пропаганды Веры. 18 августа 1930 года, он был назначен экспертом и генеральным заместителем «адвоката дьявола» Священной Конгрегации Пропаганды Веры. Он был повышен до ранга Придворного прелата Его Святейшества 22 февраля 1932 года, а позднее стал аудитором Трибунала Священной Римской Роты 17 сентября 1936 года.

## В викариатстве Рима
21 декабря 1936 года, Тралья был назначен наместником Рима и титулярным архиепископом Кесарии Палестинской. Ординацию провел 6 января 1937 года, в патриаршей Латеранской базилике, кардинал Франческо Маркетти Сельваджани, которому помогали титулярный архиепископ Лариссы ди Тессалии Доменико Спольверини и епископ Ното Анджело Калабретта. 19 января 1951 года, стал помощником Папского трона. Тралья был позднее назван председателем Специального Комитета по Святому Году Девы Марии с 7 октября 1953 года, и председателем Комиссии первого Римского синода в 1959 году.

## Кардинал
Тралья был возведен в кардиналы-священники с титулом церкви S. Andrea della Valle папой римским Иоанном XXIII на консистории от 28 марта 1960 года. Папа римский Павел VI заменил Тралье титулярную церковь на Сан-Лоренцо-ин-Дамазо 28 апреля 1969 года. 15 марта 1972 года, он был возведён в кардиналы-епископы Альбано.
С 1962 года по 1965 год, Тралья участвовал во Втором Ватиканском Соборе, в течение которого он был кардиналом-выборщиком на Папском Конклаве 1963 года, который избрал папу римского Павла VI.
Он был назван генеральным викарием Рима 30 марта 1965 года. На этом посту кардинал управлял епархией от имени папы римского, который является епископом Рима. После отставки с поста кардинала-викария 9 января 1968 года, Тралья был назначен Апостольским Канцлером 13 января того же года. Он оставил пост 7 февраля 1973 года, незадолго до того, как пост канцлера был упразднен, 27 февраля этого же года. Тралья был избран Вице-деканом Священной коллегии кардиналов 24 марта 1972 года. Позднее, 7 января 1974 года, после смерти кардинала Чиконьяни, он был избран деканом Священной Коллегии, став таким образом кардиналом-епископом Остии, при сохранении своей предыдущей субурбикарной епархии Альбано. 24 декабря этого же самого года, он служил папским легатом на открытии Святой Двери в Церкви Святого Павла-вне-стен.
Кардинал Луиджи Тралья скончался в Риме 22 ноября 1977 года .